# Campanula stenocodon
Campanula stenocodon là loài thực vật có hoa trong họ Hoa chuông. Loài này được Boiss. & Reut. mô tả khoa học đầu tiên năm 1856.